# Dactylochelifer intermedius
Dactylochelifer intermedius es una especie de arácnido del orden Pseudoscorpionida de la familia Cheliferidae.

## Distribución geográfica
Se encuentra en Turkmenistán.